# Holy Trinity Church (Long Melford)

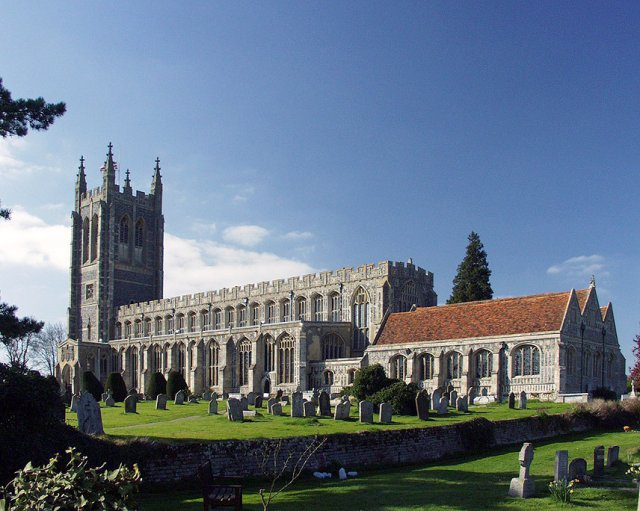
Holy Trinity Church

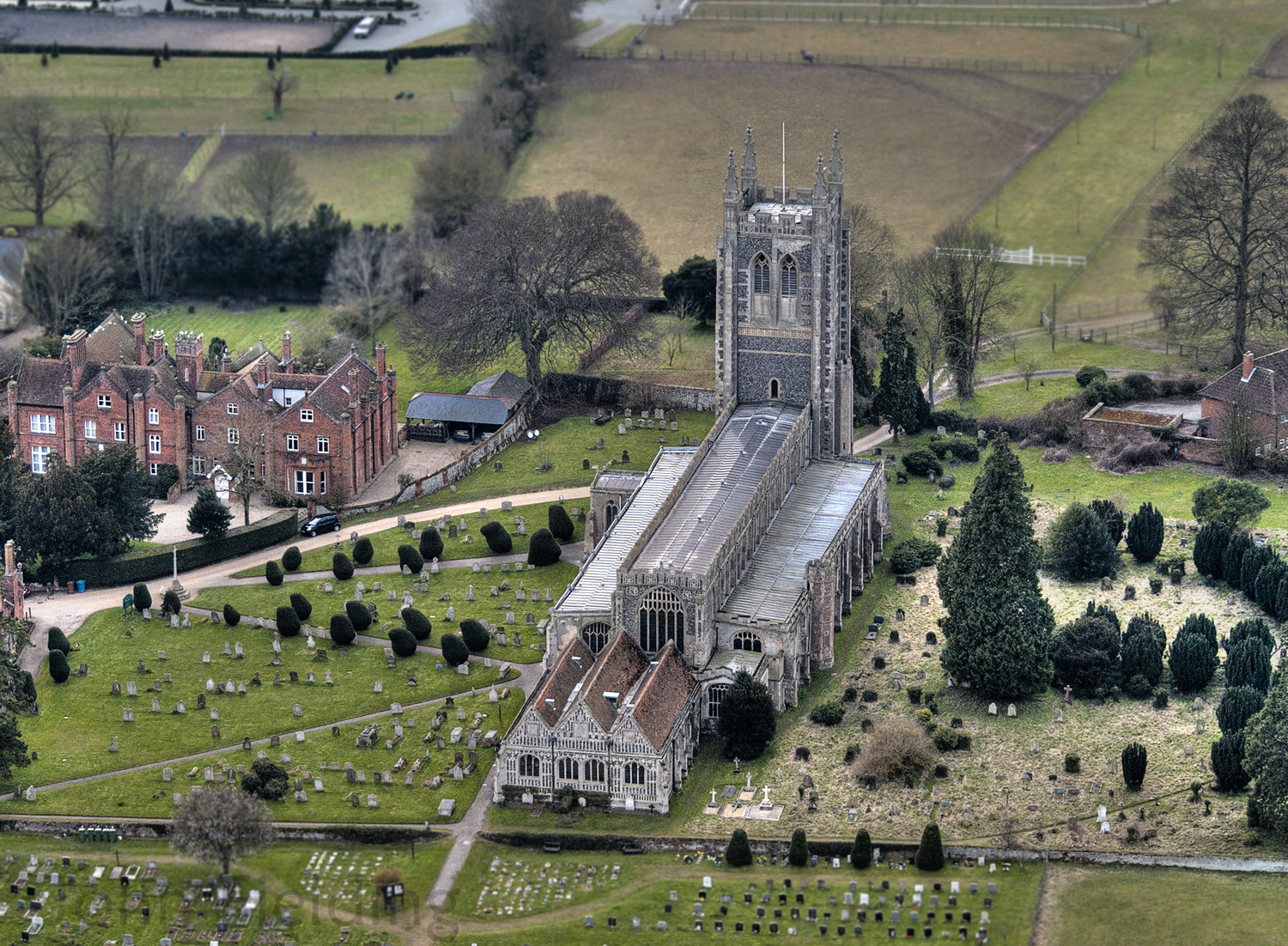
Holy Trinity Church (Luchtfotografie)

De Church of the Holy Trinity is een beschermde parochiekerk van de Church of England in Long Melford in de Engelse streek Suffolk. 

## Geschiedenis
De kerk, gewijd aan de Heilige Drie-eenheid, verving een eerder exemplaar waarvan nog enkele elementen bewaard zijn. Ze werd gebouwd in de jaren 1467-1497 in late Perpendicular Gothic. 
Het gaat om een zogenaamde "wolkerk" gefinancierd door rijke lakenhandelaren. De belangrijkste weldoener was John Clopton. Hij verdedigde tijdens de Rozenoorlogen de Lancasters en belandde in 1462 samen met graaf John de Vere in de Tower of London, maar op een of andere manier ontsnapte hij als enige aan executie. Uiteindelijk zag hij de Lancasters zegevieren in de Slag bij Bosworth in 1485.
In 1710 werd de klokkentoren beschadigd door een blikseminslag. Hij werd eerst heropgebouwd in baksteen en in 1898-1903 een tweede keer, in een Victoriaanse neogotische stijl die dichter aansloot bij zijn oorspronkelijke vorm.
De laatmiddeleeuwse glas-in-loodramen in de noordelijke zijbeuk worden toegeschreven aan de Norwich School en behoren tot de beste in Suffolk.